# امریکن ایمپرس
امریکن ایمپرس (به انگلیسی: American Empress) یک کشتی است که طول آن ۱۱۶ متر (۳۸۰ فوت ۷ اینچ) می‌باشد. این کشتی در سال ۲۰۰۲ ساخته شد.